# 3,4-ジヒドロキシフェニル酢酸-2,3-ジオキシゲナーゼ
3,4-ジヒドロキシフェニル酢酸-2,3-ジオキシゲナーゼ（3,4-dihydroxyphenylacetate 2,3-dioxygenase）は、チロシン代謝酵素の一つで、次の化学反応を触媒する酸化還元酵素である。
3,4-ジヒドロキシフェニル酢酸 + O2 {\displaystyle \rightleftharpoons } 2-ヒドロキシ-5-カルボキシメチルムコン酸セミアルデヒド
反応式の通り、この酵素の基質は3,4-ジヒドロキシフェニル酢酸（ホモプロトカテク酸）とO2、生成物は2-ヒドロキシ-5-カルボキシメチルムコン酸セミアルデヒドである。補因子として鉄を用いる。
組織名は3,4-dihydroxyphenylacetate:oxygen 2,3-oxidoreductase (decyclizing)で、別名に3,4-dihydroxyphenylacetic acid 2,3-dioxygenase、HPC dioxygenase、homoprotocatechuate 2,3-dioxygenaseがある。